# Розаков, Раиль Александрович
Раиль Александрович Розаков (род. 29 марта 1981, Мурманск) — российский хоккеист, защитник. Мастер спорта России.

## Биография
Родился в Мурманске, где и начал заниматься хоккеем. С 14 лет — в спортшколе тольяттинской «Лады». В сезоне 1997/98 дебютировал в «Ладе-2». В 1999 году, проведя два матча в ЦСК ВВС, перешёл в «Крылья Советов». В дальнейшем выступал за клубы «Металлург» Новокузнецк (2000/01, 2007/08), «Лада-2» (2001/02, 2002/03), ЦСКА (2001/02), «Лада» (2002/03), «Северсталь» (2002/03, 2003/04 — 2004/05), «Лоуэлл Лок Монстерс» (AHL, 2003/04 — два матча), «Сибирь» (2005/06), «Витязь» Чехов (2006/07), В первом сезоне КХЛ 2008/09 играл за «Трактор» Челябинск и «Барыс» Астана.
Участник I чемпионата мира среди юниоров 1999 года. Участник молодёжного чемпионата мира 2001 года. На драфте НХЛ 1999 года был выбран в 4-м раунде под общим 106-м номером клубом «Калгари Флэймз».